# Fuso horário padrão Chatham
O Fuso horário padrão Chatham ou Chatham Standard Time Zone é uma região geográfica que mantém o tempo, somando 12 horas e 45 minutos para Tempo Universal Coordenado (UTC) resultando em UTC+12:45.
A Chatham Standard Time Zone é usada exclusivamente na grupo Ilha Chatham, um território da Nova Zelândia, localizado no Oceano Pacífico Sul at 43°53′54″S, 176°31′44″W.
É um dos dois únicos Fusos horários oficiais, sem uma hora ou meia hora de deslocamento do UTC. Horário do Nepal é o outro fuso horário que mantém seu deslocamento em UTC+5:45.